# 紹洛米尼奇
49°43′42″N 23°31′52″E / 49.72833°N 23.53111°E
紹洛米尼奇（羅馬化：Sholomynychi）是烏克蘭的村落，隸屬利沃夫州利維夫區，面積9.51平方公里，海拔高度271米，2001年人口538，人口密度每平方公里56.57人。